# Sabino (futebolista)
João Sabino, mais conhecido como Sabino (Bebedouro, 2 de outubro de 1938 — Barretos, 5 de setembro de 1978), foi um futebolista brasileiro que atuava como ponta-esquerda.
Com fisionomia semelhante à de Pelé, era conhecido pelo mesmo apelido quando defendia a Internacional de Bebedouro. Foi contratado pelo São Paulo em 1961, poucos dias depois de marcar um gol em amistoso da Internacional contra o Tricolor.
Como o apelido lhe causava preocupação, solicitou passar a ser chamado apenas de Sabino, no que foi atendido. Na mesma época, o Pelé original, cujo apelido estava registrado no Ministério da Indústria e Comércio, já demonstrava preocupação e solicitou a um representante que conversasse a respeito com a diretoria do São Paulo.
Passou ainda pelo XV de Piracicaba, antes de encerrar a carreira.

## Morte
Sabino morreu de hepatite, aos 39 anos.